# Kępa Dzikowska
Kępa Dzikowska – część miasta Ciechocinka w Polsce, w województwie kujawsko-pomorskim, w powiecie aleksandrowskim. Stanowi wysepkę (kępę) na Wiśle, oddzieloną od brzegu wąską łachą, w północno-wschodniej części miasta.

## Historia
Kępa Dzikowska to dawna wieś, związana administracyjnie ze Słońskiem (obecnie podzielonym na Słońsk Górny i Słońsk Dolny). W latach 1867–1954 należała  do gminy Raciążek w powiecie radziejowskim (do 1871), nieszawskim (1871–1948) i aleksandrowskim (od 1948). W Królestwie Polskim przynależała do guberni warszawskiej, a w okresie międzywojennym do woj. warszawskiego. Tam, 20 października 1933 weszła w skład nowo utworzonej gromady Słońsk (w granicach gminy Raciążek), składającej się ze wsi Słońsk i Kępa Dzikowska. W związku z reformą administracyjną z 1938, powiat nieszawski przeniesiono do województwa pomorskiego (w 1950 przemianowanego na bydgoskie).
Podczas II wojny światowej włączona do III Rzeszy. Po wojnie ponownie w Polsce. W związku z reorganizacją administracji wiejskiej (zniesienie gmin) jesienią Kępa Dzikowska (jako część gromady Słońsk) weszła w skład nowo utworzonej gromady Nowy Ciechocinek w powiecie aleksandrowskim Po zniesieniu gromady Nowy Ciechocnek 31 grudnia 1961 włączona do gromady Raciążek. Tam przetrwała do końca 1972 roku, czyli do kolejnej reformy gminnej.
1 stycznia 1973, w związku z kolejną reformą administracyjną (odtworzenie gmin i zniesienie gromad i osiedli) Kępa Dzikowska weszła w skład nowo utworzonej gminy Aleksandrów Kujawski. 
W latach 1975–1977 miejscowość administracyjnie należała do województwa włocławskiego. 1 lutego 1977 Słońsk Górny (z Kępą Dzikowską) włączono do Ciechocinka.